# Sterigmapetalum
Sterigmapetalum é um género botânico pertencente à família Rhizophoraceae.

## Espécies
- Sterigmapetalum chrysophyllum Aymard & N. Cuello
- Sterigmapetalum colombianum Monachino
- Sterigmapetalum exappendiculatum J.A.Steyermark & R.Liesner
- Sterigmapetalum guianense J.A.Steyermark.
- Sterigmapetalum heterodoxum J.A.Steyermark & R.Liesner
- Sterigmapetalum obovatum Kuhlm.
- Sterigmapetalum plumbeum G.A.Aymard C. & N.Cuello A.
- Sterigmapetalum resinosum J.A.Steyermark & R.Liesner
- Sterigmapetalum tachirense J.A.Steyermark & R.Liesner

1. ↑  «Sterigmapetalum — World Flora Online». www.worldfloraonline.org. Consultado em 19 de agosto de 2020